# شترمرغ‌سانان آمریکایی
شترمرغ‌سانان آمریکایی (به لاتین: Rheiformes) راسته‌ای است که دربرگیرندهٔ تیرهٔ شترمرغان آمریکایی (rheas) است. در طبقه زیرین دیرین‌آروارگان (Paleognathae) قرار دارد که شامل همه بی‌تیغه‌ها است. اعضای موجود در آمریکای جنوبی یافت می‌شوند. در حالی که فهرست جهانی پرندگان IOC و فهرست کلمنتز Rheiformes را به‌عنوان راسته خود طبقه‌بندی می‌کنند، داده‌های BirdLife دربرگیرندهٔ شترمرغ‌های آمریکایی همراه با شترمرغ آفریقایی، وشم‌ها، شترمرغ‌های شاخدار، شترمرغ‌های استرالیایی و کیوی‌ها در راستهٔ Struthioniformes جای دارند. از دو گونه موجود شترمرغ آمریکایی که توسط فهرست سرخ IUCN به رسمیت شناخته شده است، تا تاریخ ۲۰۲۲ شترمرغ آمریکایی بزرگ (Rhea americana) به عنوان نزدیک تهدید فهرست شده است، در حالی که شترمرغ آمریکایی داروین (Rhea pennata) به عنوان کمترین نگرانی ذکر شده است. از سال ۲۰۱۴ تا ۲۰۲۲، اتحادیه بین‌المللی حفاظت از طبیعت Rhea tarapacensis را به عنوان یک گونه جداگانه به رسمیت شناخت و در آخرین ارزیابی خود در سال ۲۰۲۰، آن را به عنوان نزدیک تهدید قرار داد. در سال ۲۰۲۲ دوباره به عنوان زیرگونه R. pennata شناخته شد.